# Гинкин, Георгий Григорьевич
Георгий Григорьевич Ги́нкин (1899 — ?)— инженер, лауреат Сталинской премии второй степени.

## Биография
Родился 5 (17 февраля) 1899 года в Курске.
Окончил Московский институт инженеров связи (1933). В начале августа 1924 года написал письмо в редакцию журнала «Радиолюбитель» и предложил для обозначения передач по радио музыки, лекций и т. д. применять термин «радиовещание».

В 1932—1933 годах директор по научно-технической части Центральной радиолаборатории Радиокомитета при ЦК ВКП(б). В 1933—1935 годах там же начальник экспериментального КБ. В 1935—1937 годах инженер технического отдела Главрадиопрома.
С 1937 года работал НИИ-10 (п/я 2435, сейчас — ОАО "Морской НИИ радиоэлектроники (МНИИРЭ) «Альтаир»): начальник информационно-технического бюро, затем до 1960 года начальник лаборатории.
Старший научный сотрудник (1952), кандидат технических наук (1946).
Разработчик специальных измерительных приборов для РЛС.

## Признание
- орден «Знак Почёта» (1954)
- медали
- Почётный радист (7.5.1946)
- «Отличник судостроительной промышленности» (1949).
- Сталинская премия второй степени (1950) — за разработку и внедрение в серийное производство новой радиоаппаратуры

## Сочинения
- Конденсаторы [Текст] / Г. Гинкин. — [Москва] : Журн.-газ. объединение, 1932 (тип. «Искра революции»). — Обл., 62 с., 2 с. объявл. : ил.; 18х14 см. — (Библиотека «Радиофронт»/ ОДР СССР; 9. Сентябрь).
- Закон Ома постоянного тока [Текст] / Г. Гинкин. — Москва : Радиоиздат, 1936 (тип. им. Сталина). — Обл., 112 с., 1 вкл. л. табл. : схем.; 17х13 см. — (Массовая радиобиблиотека/ Под общ. ред. проф. С. Хайкина и С. Чумакова).
- Конденсаторы [Текст] / Г. Гинкин. — Москва : Радиоиздат, 1935 (Иваново : тип. Газ.-журн. комбината изд-ва «Раб. край»). — 94 с., 2 с. объявл. : ил.; 17х13 см.
- Справочник по радиотехнике [Текст]. — 3-е, перер. и доп. изд. — Москва ; Ленинград : Оборонгиз, 1939 (Киев). — 688 с., 2 вкл. л. табл., схем. : черт., граф., схем., табл.; 21 см.
- Катушки [в радиотехнике] [Текст]. — Москва : Радиоиздат, 1938 (Рязань : Тип. Мособлполиграфа). — 136 с. : ил.; 17 см.
- Современный заграничный радиоприемник [Текст] / Г. Г. Гинкин. — Москва : Связьтехиздат, 1935 (Загорск : тип. «6 Октябрь»). — Обл., 172, [3] с. : ил.; 21х15 см.
- Учебник радиолюбителя [Текст] : [Пособие для изучающих радиотехнику] / Г. Г. Гинкин. — 2-е изд., стер. — Москва : Связьтехиздат, 1933 (8 тип. Мособлполиграф). — Обл., 170, [2] с. : черт.; 21х15 см.
- Радио и его применение в военном деле [Текст] / Г. Г. Гинкин. — Москва : Развед. упр. Шт. Раб.-крест. кр. армии, 1924. — VII, 191 с., 1 л. схем.; 25 см.
- Проволока [Текст] : Провода, шнуры, кабели и непроволочные сопротивления / Г. Г. Гинкин. — Москва : изд-во и тип. Связьиздата, 1947. — 123 с. : черт.; 23 см.
- Учебник радиолюбителя [Текст] / Инж. Г. Г. Гинкин. — 3-е изд. — Москва : Связьтехиздат, 1935 (1 Журн. тип.). — Обл., 295 с. : черт.; 22х15 см.
- Практический справочник радиотехника [Текст] / Инж. Г. Г. Гинкин. — Москва : Связьтехиздат, 1934 («Образцовая» тип.). — Обл., 301, [2] с. : ил.; 18х13 см.
- Справочник по радиотехнике [Текст] / Г. Г. Гинкин, канд. техн. наук. — 4-е изд., перераб. — Москва ; Ленинград : изд-во и тип. Госэнергоиздата, 1948 (Москва : Образцовая тип.). — 816 с., 1 л. схем. : ил., схем.; 20 см.
- Закон Ома (для переменного тока) [Текст] / Г. Г. Гинкин; Предисл. редактора: С. Хайкин. — Москва : Радиоиздат, 1937 (Рязань : тип. «Мособлполиграфа»). — Обл., 176 с., 1 вкл. л. табл. : черт., табл.; 16х13 см.
- Расчетный справочник по радиотехнике [Текст] / Сост. Г. Г. Гинкин, при участии И. П. Жеребцова и Н. А. Ульяновского. — 2-е изд., перер. и доп. — Москва : Связьтехиздат, 1937 (1 журн. тип. Онти). — Папка, 550 с. : черт.; 18х13 см.